# Branwell Brontë
Patrick Branwell Brontë (* 26. Juni 1817 in Thornton, Yorkshire; † 24. September 1848) war ein britischer Maler und Dichter. Er war der Bruder der Schriftstellerinnen Charlotte, Emily und Anne Brontë.

Branwell Brontë; Selbstporträt von 1840 (Kohlezeichnung)

## Jugend
Branwell Brontë war das vierte Kind und der einzige Sohn des irischen Geistlichen Reverend Patrick Brontë (1777–1861; eigentlich Patrick Brunty) und dessen Frau Maria Branwell (1783–1821). Er wurde in Thornton geboren, zog aber zusammen mit der Familie nach Haworth, als seinem Vater die dortige Pfarrgemeinde anvertraut wurde.
Von den vier Kindern, die das Erwachsenenalter erreichten, schien man Branwell Brontë – zumindest während seiner Kindheit und Jugend – für das talentierteste zu halten. Während vier seiner fünf Schwestern auf das Internat Cowan Bridge geschickt wurden (wo sich die beiden ältesten Schwestern Maria und Elizabeth mit Tuberkulose ansteckten, woran sie verstarben), blieb Branwell zu Hause, wo er von seinem Vater Privatunterricht erhielt; er genoss damit eine klassische Erziehung, die ihn für die Zulassung in Oxford oder Cambridge qualifizierte.
Brontë war schon in seiner Kindheit gemeinsam mit seinen Schwestern schriftstellerisch tätig und erdichtete fiktionale Welten. Dem überlieferten Jugendwerk kann man entnehmen, dass er vor allem mit Charlotte eng zusammenarbeitete. Gemeinsam schufen sie die Phantasiewelt Angria.

## Erwachsenenjahre

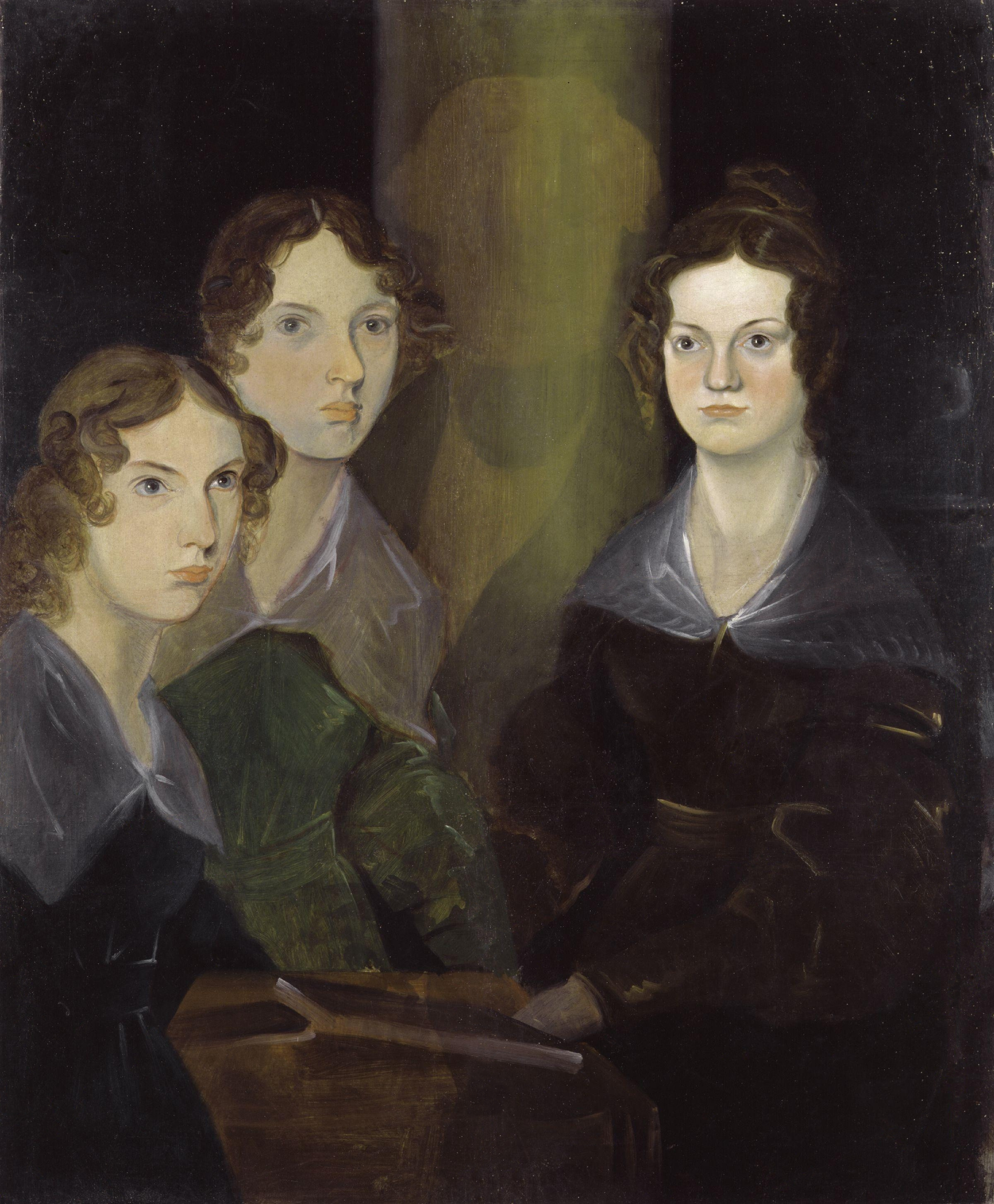
Von links nach rechts: Anne, Emily, Branwell (übermalt) und Charlotte; Porträt von Branwell Brontë (1834)

Als junger Mann wurde Brontë in Haworth zum Porträtmaler ausgebildet; von 1838 bis 1839 übte er diesen Beruf in Bradford aus. Sein berühmtestes Porträt ist das seiner drei Schwestern. Sein eigenes Porträt in der Mitte des Bildes wischte Branwell nachträglich aus, da ihm sein Aussehen auf dem Bild nicht gefiel.
Im Jahr 1840 erhielt Brontë eine Anstellung als Privatlehrer in Broughton-in-Furness, wurde aber schon nach nicht einmal sechs Monaten wieder entlassen. Zu dieser Zeit fertigte er eine Horaz-Übersetzung an; er legte sie Hartley Coleridge vor, welcher sich wohl sehr beeindruckt davon zeigte. 1841 wurde er als Buchhalter in der neu gegründeten Bahnstation von Sowerby Bridge eingestellt. Sechs Monate später erfolgte eine Beförderung zum Bahnhofsvorsteher von Luddenden Foot. 1842 wurde er jedoch aufgrund eines Fehlbetrags in der Buchhaltung, den man eher seiner Inkompetenz als kriminellen Absichten zuschrieb, wieder entlassen. Während seiner Phase als Hauslehrer und Bahnangestellter pflegte er seine literarischen Ambitionen und veröffentlichte unter verschiedenen Pseudonymen Gedichte in regionalen Zeitungen.
1843 nahm Brontë eine neue Hauslehrerstelle in Thorp Green an, wo er den jungen Sohn der Familie Robinson unterrichtete. Diese Stellung verschaffte ihm seine Schwester Anne, die Gouvernante der beiden älteren Töchter der Robinsons war. In der Folgezeit gestand er einer Reihe seiner Freunde brieflich, dass er sich mehr und mehr in Mrs. Robinson verliebte. Im Jahr 1845 wurde er aus nicht näher bestimmten Gründen entlassen; aufgrund seines eigenen Berichts seiner Familie gegenüber, des Schweigens der Familie Robinson über die Gründe seiner Entlassung und späterer, durch ihre Diener übergebene Geldgeschenke von Mrs. Robinson nimmt man an, dass er eine Affäre mit Mrs. Robinson hatte, die von ihrem Ehemann entdeckt wurde. Ein genaues Betrachten der Umstände weist jedoch auf unanständiges Verhalten des Lehrers gegenüber dem Schüler als möglichen Grund für die Entlassung hin (manche Biographen sprechen sogar von Verführung).
Brontë kehrte zurück zu seiner Familie ins Pfarrhaus von Haworth. Die Trennung von Mrs. Robinson und die zunehmende Unwahrscheinlichkeit eines Wiedersehens erschütterten ihn zutiefst; er begann zu trinken. Andere Quellen verlegen den Beginn seiner Alkoholabhängigkeit bereits in die Jahre 1835/36, als Branwells Aufnahme in der Royal Academy zu London scheiterte. Zusätzlich zu seinem Alkoholismus soll er auch opiumabhängig gewesen sein. Als er ein Delirium tremens entwickelte, wurde sein Verhalten irrational und gefährlich. Charlottes Briefe jener Zeit bezeugen ihre Verärgerung über sein Verhalten, aber auch die Geduld, die ihr Vater seinem gebrochenen Sohn gegenüber bewies. Damals wurden die ersten Romane seiner Schwestern zur Veröffentlichung angenommen, aber es ist unklar, ob er darüber informiert war.
Brontës schwere Suchterkrankung überdeckte eine lebensbedrohliche Erkrankung. Einige Biographien vermuten eine beginnende Tuberkulose, andere Forscher nehmen an, dass Branwell an Bronchitis und Nierenversagen litt, letzteres bedingt durch seinen Alkoholmissbrauch. Seine Familie erkannte nicht, dass er schwer krank war, bis er vor dem Haus zusammenbrach und ein Arzt feststellte, dass er todkrank war. Am 24. September 1848 verstarb Branwell im Kreise seiner Familie.

## Rezeption
Literatur
- Brontë taucht in der Geschichte des Jugendbuchs Wenn die Nebel flüstern, erwacht mein Herz (2020) der deutschen Autorin Kathrin Lange als Figur auf. Mehrere (fiktive) Bilder von Branwell spielen in der Geschichte eine wesentliche Rolle.